# 象瀬

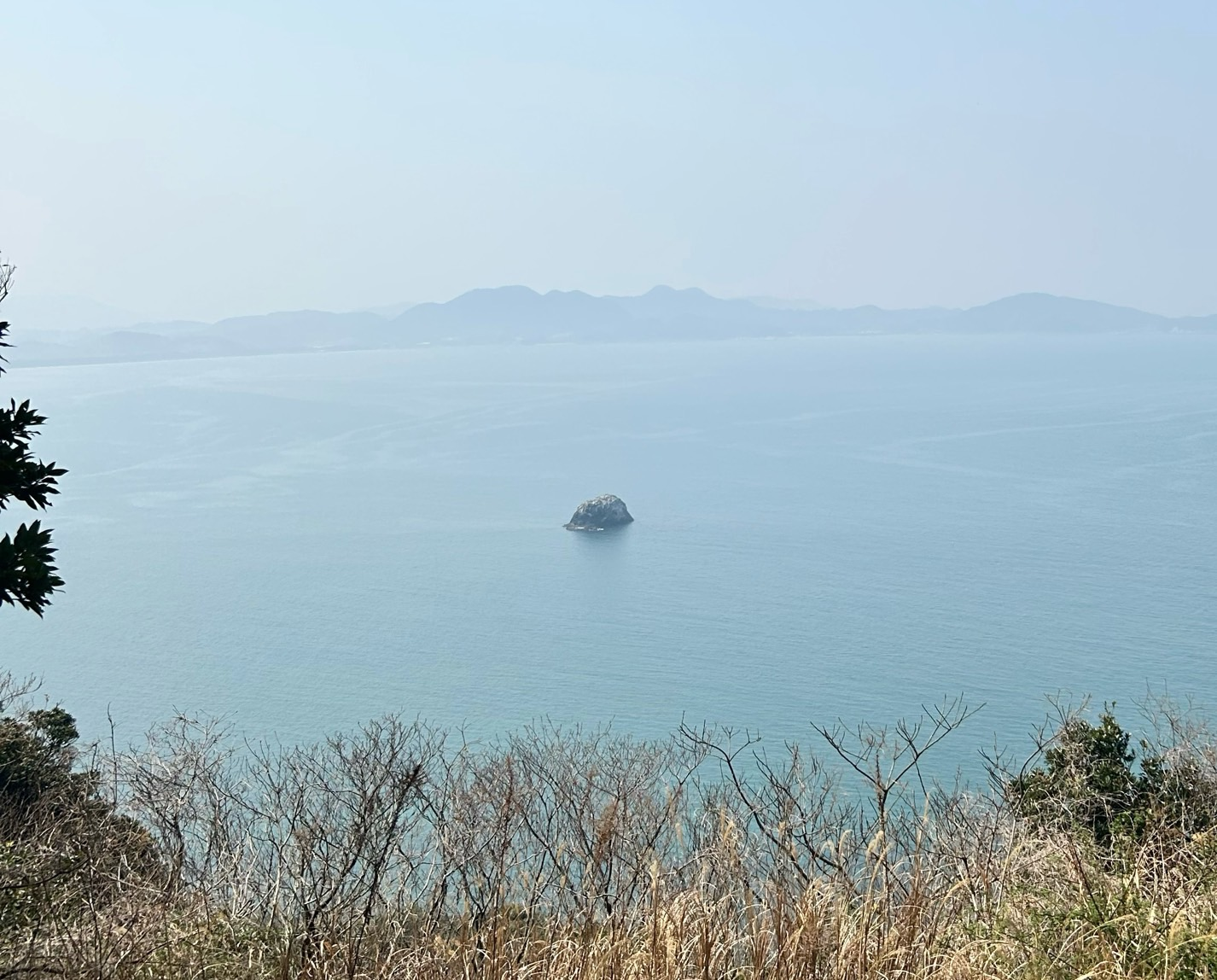
能古島から見える象瀬

象瀬（ぞうせ）または象の瀬は、博多湾に浮かぶ無人島である。

## 概説
能古島の北西部から西へ650mの位置に浮かぶ小さな無人島である。
名称に関しては「象の瀬」や「ぞう瀬」、「ぞうせ」など様々な表記の揺れが確認される。民間伝承のおさよ伝説から、「さよ島」などとも呼ばれている。
島の直径は40m程であり、ごつごつとした岩場がある。岩の上部には乏しいながらも少しの植生が見られる。もっぱら海鳥の休憩所となっており、遠方からでも白い糞の付着が確認できる。

## おさよ伝説
江戸時代からの能古島の民間伝承である「おさよ」でこの島の事が語られている。
話の概要はこうである。

江戸時代、能古島に住む庄屋の娘だったおさよは、ある春の夕方に浜辺で難破した船乗りの青年を助け、自宅で看病した。青年は回復後、島で働くことを願い出て受け入れられ、やがておさよと恋仲となる。
しかし、庄屋は島の外の者との結婚を禁じる掟を理由に二人の仲を認めず、追放を言い渡す。二人は能古島を離れて本土に渡り、博多に移り住み、夫婦となるが子に恵まれず、後におさよは失明してしまう。
おさよは故郷への思いから、せめて象瀬へ連れて行ってほしいと夫に願い出る。そこで穏やかな時間を過ごした後、おさよは「一人で帰ってほしい」と懇願する。夫は涙ながらに別れを告げ、島を後にする。
数日後、象瀬でおさよの遺体が発見され、島民たちは夫を非難した。
その後、象瀬から女の啜り泣く声が聞こえるようになり、島民はそれを「能古のさよ」と呼んだ
「阿波の鳴門か　お関の瀬戸か　能古のさよ島　恐ろしや」と語り継がれている。

「おさよ」の話は島内では学校で習うほど有名で、象瀬は今でも島の子ども達に恐れられている。

## 生物
- ユリカモメ
- オオミズナギドリ
- ハジロカイツブリ